# بيورن أولفايوس
بيورن أولفايوس (Björn Ulvaeus) هو كاتب أغاني ومنتج سويدي وعضو سابق في فرقة أبا من مواليد 29 أبريل 1945.

## روابط خارجية
- بيورن أولفايوس على موقع IMDb (الإنجليزية)
- بيورن أولفايوس على موقع الموسوعة البريطانية (الإنجليزية)
- بيورن أولفايوس على موقع روتن توميتوز (الإنجليزية)
- بيورن أولفايوس على موقع ألو سيني (الفرنسية)
- بيورن أولفايوس على موقع ميوزك برينز (الإنجليزية)
- بيورن أولفايوس على موقع تيرنر كلاسيك موفيز (الإنجليزية)
- بيورن أولفايوس على موقع أول موفي (الإنجليزية)
- بيورن أولفايوس على موقع قاعدة بيانات برودواي على الإنترنت (الإنجليزية)
- بيورن أولفايوس على موقع قاعدة بيانات الأفلام السويدية (السويدية)
- بيورن أولفايوس على موقع إن إن دي بي (الإنجليزية)